# Trek Bicycle Corporation
A Trek Bicycle Corporation (magyarul Trek Kerékpár Vállalat), vagy röviden csak Trek, az Amerikai Egyesült Államok legnagyobb kerékpárgyártó cége. A vállalat tulajdonában van Gary Fisher, Keith Bontrager és Gary Klein cége, továbbá még a LeMond Racing Cycles is. Az Egyesült Államokban és Kanadában több mint 1700 független Trek forgalmazó van, Európában és Ázsiában pedig leányvállalatok és Trek-forgalmazók segítik a kerékpárok eladásait, összesen 90 országban.
A cég székhelye Waterloo városban van. Itt készítik el a csúcskategóriás vázakat, a kerékpárokat Whitewaterben rakják össze, a főbb alkatrészeket pedig Taiwanban gyártatják le.
A cég neve az afrikaansi „reis” szóból származik, ami angolul „journey”-t, vagyis magyarul „utazást” jelent.

## Cégtörténet

### Korai évek (1975-1979)
1975 decemberében Richard Burke és Bevel Hogg megalapították a Trek Bicycle-t, a Roth Corporation nevű, Milwaukee székhelyű forgalmazó cég leányvállalataként. 1976 elején elkezdtek túrakerékpár-vázakat gyártani acélból Waterlooban, a közép és a csúcskategóriás piacot megcélozva, amit akkor a japán és az olasz cégek birtokoltak. A Trek az első évben közel 900 saját készítésű, kézzel készített és rézzel forrasztott vázat készített el, melyeket darabonként mindössze 200  dollárért árusítottak. Egy évvel később a cég egyesült és 1977-ben szerződést kötött első kiskereskedelmi forgalmazójával, a minnesotai Bloomington városban lévő Penn Cycle-lel. Három éven belül a Trek-nek közel 750 000 dolláros bevétele lett.

### A Trek-vállalat (1980-1984)
Néhány éven belül a cég kinőtte eredeti gyárát, egy vörös színű pajtát, amely korábban szőnyegraktár volt. 1980-ban a Trek egy nagyobb területű helyre (2400 m²) költözött át, Waterloo külvárosába. Richard Burke később ezt mondta:
Amíg nem építettük meg az új gyárat, nem számítottunk rendes vállalatnak.
Amint a Treknek nagyobb területe lett, komplett kerékpárok készítésébe fogtak bele. 1982-ben két versenykerékpárt is létrehozott a cég, betörve a versenykerékpárok piacára: a 750-es és a 950-es modellt, majd egy évvel később, 1983-ban megépítették az első hegyikerékpárjukat, a 850-est. 1984-ben elindították a Trek Components Group (TCG) részleget (magyarul Trek Alkatrészek Csoport), amely kizárólag a felszerelésekre, az alkatrészekre és a kiegészítőkre összpontosít a mai napig.

### Technológiai határ (1985-1991)

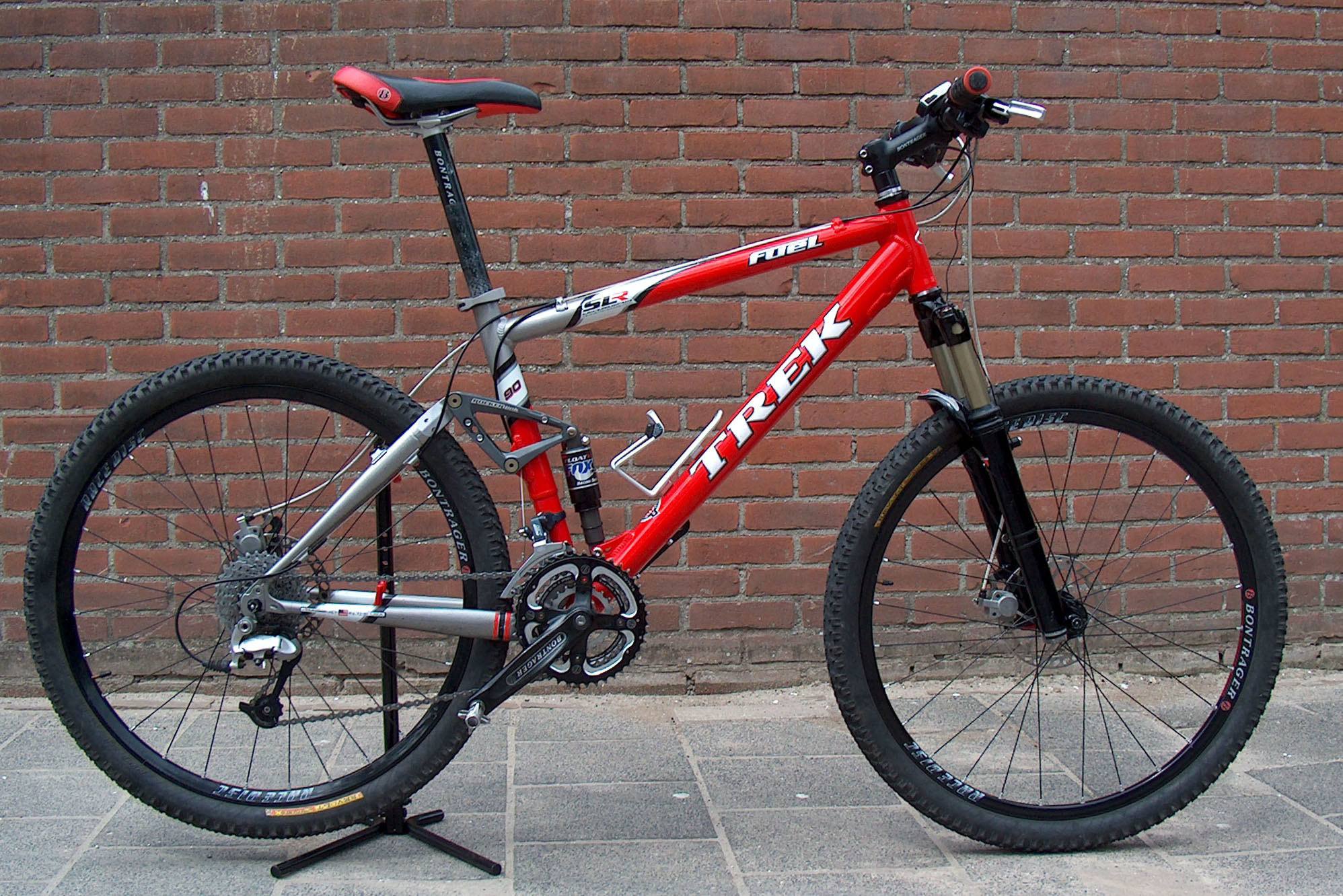
A képen egy összteleszkópos hegyikerékpár, a Trek SLR 90-es látható.

1985-ben a Trek bemutatta az első kötőanyaggal készült alumíniumvázát, a 2000-et, melynek technológiáját az űripartól kölcsönözték. A cégnek viszont meglehetősen problémás volt a váz bemutatása, mivel eddig csak kézzel készített és rézzel forrasztott vázakat készítettek. Gyártási szünetet tartottak, hogy kitalálják, hogyan tudják termelési környezetben elkészíteni a kötőanyagos alumíniumvázakat. Egy évvel később a 2000-es sikerét egy újabb követte: a 3 szénszálcsőből álló 2500-as modell. Így hát a Trek kezdett betörni a szénszálas technológiába. Ugyan ebben az évben a Trek, fenntartva a gyorsan növekvő eladásokat, még nagyobbra növelte területét, s immár 7000 m²-en helyezkedett el a gyár területe. 1988-ban bemutatták a Trek Wears-t (magyarul Trek Ruházat), mellyel a kerékpáros ruházati piacra próbáltak belépni. Egy évvel később elindították első leányvállalataikat Németországban és Angliában, majd bemutatták a Jazz nevű belépő szintű és gyerek-kerékpár kollekciójukat. Ezeket Taiwanban készítették el és a Trek tervezte meg, egészen 1993-ig, ekkor ugyanis befejezték a gyártásukat.
1989 fordulópont volt a Trek számára. Ekkor mutatták be az első öntvénnyel készült szénszálas (karbon) vázat, a Trek 5000-et. A monocoque karbonból és a kötőanyagos alumínium villából álló vázsorozatnak 1,5  kg-os súlya volt. A sorozatot a Trek tervezte és egy külső gyártóval gyártatta le, de egy év után befejezték a munkálatokat, mert sok minőségi probléma volt vele. Viszont a cég tanult a hibáiból és az elkövetkezendő években saját szénszálas gyárat fejlesztett ki.
1990-ben a Trek kifejlesztett egy új típusú kerékpárt, amely kombinálta a hegyi- és a versenykerékpárok tulajdonságait: megszületett a MultiTracks. Ez volt a cég első hibridkerékpár-sorozata. Még ugyan ebben az évben bemutatták a kifejezetten gyermekeknek szóló bicikli-sorozatot. 1991-ben megnyílt az első Trek-tulajdonú kiskereskedelmi bolt Madison közelében. Azon túl, hogy bemutattak egy teljes Trek-sorozatot, a Trek Store (magyarul Trek Bolt) egy kereskedelmi edzőközpontot is szolgáltatott az olyan Trek-alkalmazottaknak, akiknek még nem volt túl sok tapasztalatuk a bolti eladásokban. A központ egyben outlet-ként is szolgált, ahol kísérletezni tudtak a merchandising és a marketing ötleteiken, még mielőtt azokat a kerékpár-kereskedőiken alkalmazták volna.

### Innovációk (1992-1996)

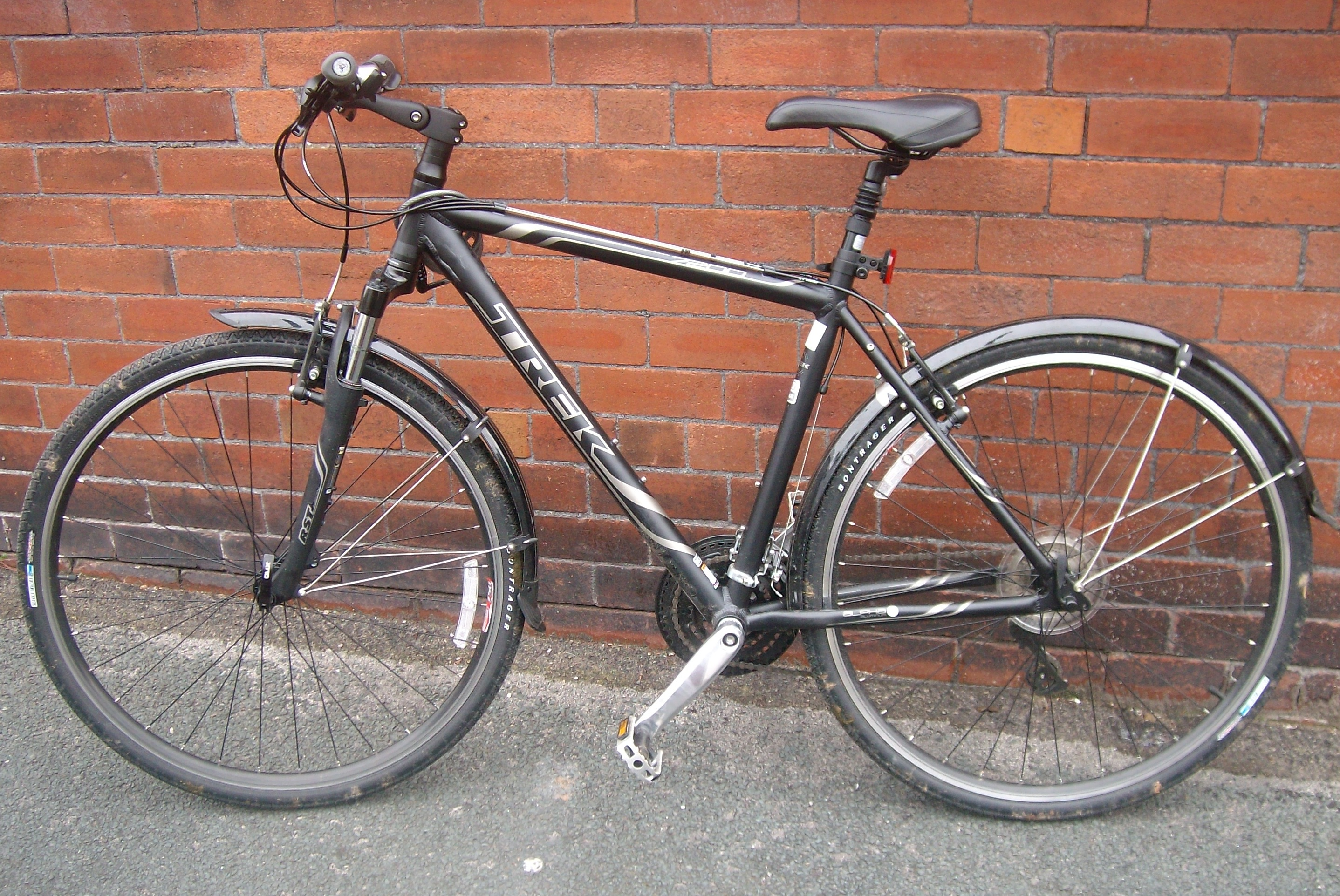
A Trek 7200-as hibrid kerékpárja.

Az 1990-es évek elején a Trek technológiai igazgatója, Bob Read, ellátogatott egy Salt Lake City-ben megrendezett légi- és űrhajózás-ipari bemutatóra, ahol a Radius Engineering nevű céggel találkozott. Ez a találkozás nagyban meghatározta a Trek további jövőjét, mert rájött, hogy miből készítheti el a legkönnyebb és egyben a legerősebb vázakat: karbonból. Hamar túlléptek az 5000-es modell bukásán és egy saját karbongyárat hoztak létre, újra bővítve a székhely területét, s immáron összesen 13 000 m²-en terült el a gyár.
1992-ben a cég bejelentette első, OCLV karbonvázas országúti kerékpárjait, az 5500-at és az 5200-at. Az OCLV rövidítése az „Optimum Compaction, Low Void” szavakból származik (magyarul „optimális tömörítés, alacsony tér”), amely annyit jelent, hogy a Trek rendelkezik azzal az űrtechnológiai szabvánnyal, mellyel karbonvázakat hozhat létre. Az 5500-as volt a világ legkönnyebb országúti váza a maga 1,11 kg-jával (2,44 lb. Még ugyanebben az évben létrehozták a T3C technológia segítségével az első összteleszkópos hegyikerékpárt, a 9000-es sorozatot.
1993-ban az előző sikereken felbuzdulva a cég bemutatta az első OCLV karbonvázas hegyikerékpárvázat, az 1.29 kg-os (2.84 lb) 9900-at. Így ez lett a világ legkönnyebb hegyikerékpárváza. Ebben az évben vásárolta fel a Trek az egyik leghíresebb hegyikerékpárcéget, a Gary Fisher Bicycles-t, amely a hegyikerékpár feltalálójáról lett elnevezve.
1994-ben beléptek a fitnesz területre is, bemutatva a Trek Fitness Szobabiciklit, ám 1996-ban egyből ki is lépett, s inkább egy független, Vision Fitness nevű fitneszcégbe fektette pénzét.
1995-ben a vállalat felrázta a kerékpáripart a szokatlan formájú, összteleszkópos Y-vázas biciklijével. Habár nem volt olyan jó a kerékpár, mégis jól mentek az eladások, ráadásul megnyerte a Popular Mechanics újság „Kiemelkedő terv és konstruáló-díját”. Ebben az időben számtalan üzleti lépést tett meg a cég, hogy változatossá tegye a kínálatát és a piaci részesedését: felvásárolta a Chehalis-i Klein Bicycles-t és a Santa Cruz-i Bontrager Cycles-t. Az előbbi cég kiváló minőségű alumíniumvázas kerékpárokat gyártott, míg az utóbbi kézzel készített acélvázakat és kerékpáros kiegészítőket hozott létre. A Trek hosszú távú szerződést kötött a háromszoros és az első amerikai Tour de France-győztes Greg LeMond-dal is, hogy a LeMond Racing Cycles céget segíthessék.

### Az Armstrong-évek és további fejlesztések (1997-2005)

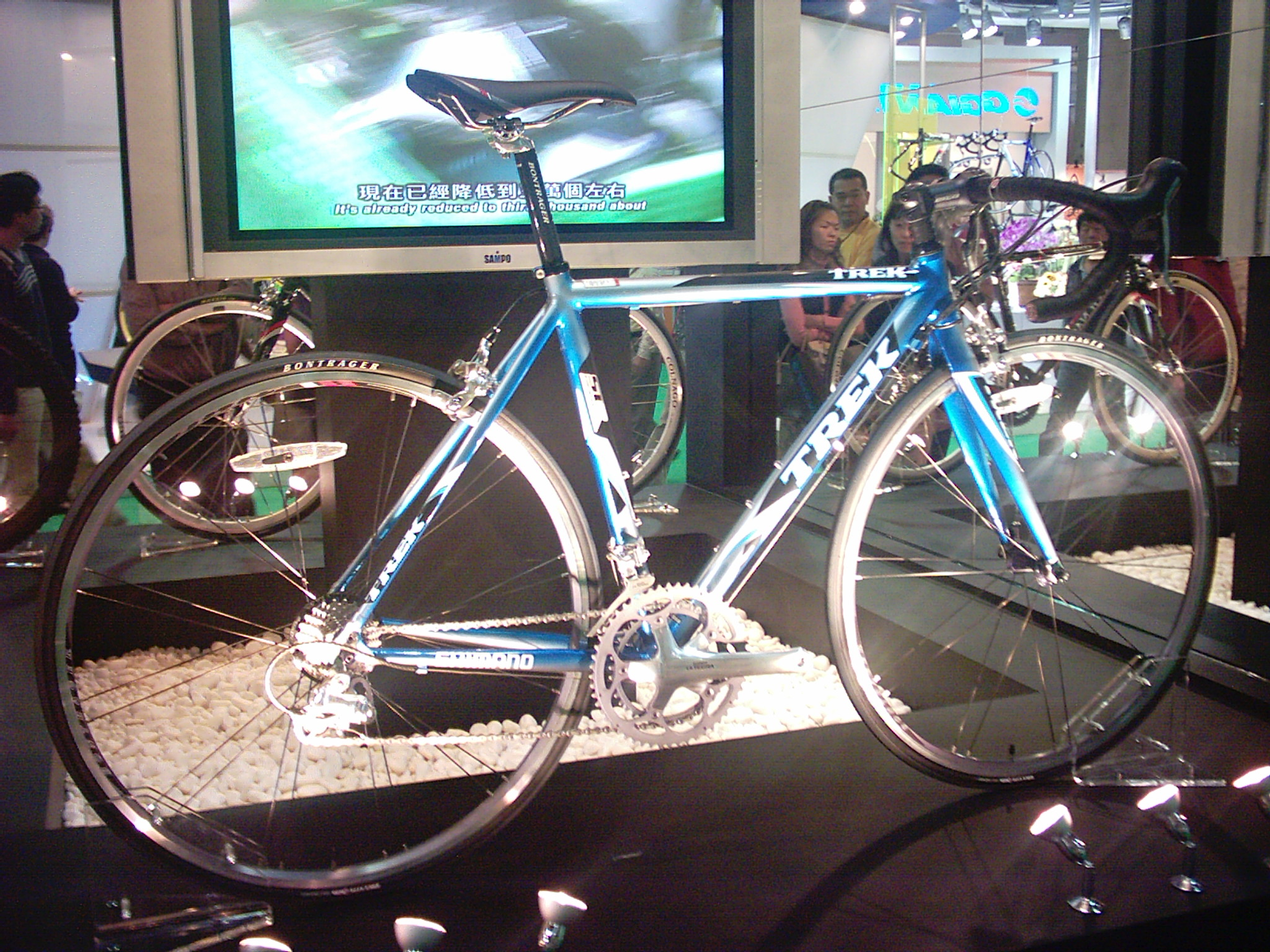
Egy Trek országúti a 2006-os Taipei Cycle Show-n.

1997-ben a Trek Lance Armstrong U.S. Postal Service csapatát támogatta. Armstrong első Tour de France győzelmét egy Trek 5200-as kerékpáron tette 1999-ben, így ő lett az első olyan amerikai, aki amerikai csapatban amerikai kerékpáron nyert Tour-t. A további hat Tour-t is Trek bicikliken nyerte meg.
1998-ban a Trek megalapította az Advanced Components Group-ot (röviden ACG, magyarul Fejlett Alkatrészek Csoportja), amelybe egy csapat mérnököt és technikust hívtak meg különböző technológiák kifejlesztéséhez. Az ACG leginkább innovatív termékeiről ismert, amiket Lance mutatott be és használt Tour de France győzelmei során. Ezen termékek között megtalálható egy TTX időfutam kerékpár (2005) és az eredeti Trek Madone (2003), amit Col de la Madone-nak neveztek el, miután Lance felmászott vele a francia Menton városából a 12 ezer méter magas hegyre, hogy állóképességét tesztelje. Még ugyan ebben az évben a cég megnyitotta első európai gyárát Írország Carlow városában, ahol vázakat és kerekeket készítettek, de csak 2004-ig üzemelt, mivel áttelepítette a gyárat a németországi Hartmannsdorfba.
2000-ben bemutatták a női kerékpárokat és az azok alkatrészeit tervező Women's Specific Design csapatot (röviden WSD, magyarul Különleges Női Tervezés), mivel megnőtt az igény a női kerékpározásra. A WSD termékek készítésekor figyelembe veszik a nők speciális igényeit, mind a méretek, a színek, a vázgeometriák és az alkatrészek terén. 2001 októberében a Trek bemutatta a Project One névre hallgató programját, amely segítségével egyedi készítésű kerékpárokat hozhat létre a jövendőbeli vásárló a Trek weboldalán, megadva minden apró részletet: a váz és a bowdenek színétől kezdve a bandázsig mindent.
2002 decemberében egy újabb programot mutatott be a cég, mégpedig a Trek Travelt (magyarul Trek Utazás), amely Európa és Észak-Amerika területein belül kínál kerékpáros túrákat. 2007 januárjáig a programot a Trek Bicycle leányvállalataként kezelték, de ekkor külön váltak és azóta közös partnerként vesznek részt különböző vállalkozásokban.
2003-ban a Trek felvásárolta a svájci Villiger céget és a legrégebbi német Diamant nevű kerékpárvállalatot. A vétel jól jött a Treknek, mivel így ő birtokolhatja a trekking kerékpárok egy részét a világban, amely Európában kifejezetten fontos üzletág, és a német Hartmannsdorf-ban elhelyezkedő Villiger-Diamant gyárak is az övéi lettek. A cég még tovább terjeszkedett a világban, mivel 2005-ben két hivatalos Trek forgalmazói boltot nyitottak húsz forgalmazóval együtt Pekingben.
2005-ben még tovább bővítette waterlooi területét a cég, hozzáadva 4000 m²-t a gyárhoz. Így megnőtt az egyre jobban beinduló mérnöki, a kutatás-fejlesztési és a marketing részleg. Létrehoztak egy átrium-ot is, ahol a cég történetében fontos szerepetek betöltő kerékpárok kaptak helyet, többek között az első Gary Fisher által készített hegyikerékpár és mind az a hét országúti, amit Armstrong használt a hét Tour de France győzelme alatt.

### Napjainkban (2007-)
A 2007-es évben a Trek képviselői tevékenységét nézve, kiemelkedő volt a cég. Miután évekig az Amerikai Kerékpárosok Ligáját és a Bikes Belong Koalíciót támogatták, bejelentették a 1 World 2 Wheels (magyarul 1 Világ 2 Kerék) nevű kerékpár-támogató kampányukat és az éves Trek-forgalmazói találkozót Madisonban. A kerékpár-támogató kampányuk arra próbálja ösztönözni az amerikaiakat a „Go By Bike” (magyarul „Kerékpározz”) felhívással, hogy az autójuk helyett inkább a kerékpárjukat használják, ha kevesebb mint 3 km-re szeretnének csak elmenni. A 1 World 2 Wheels 1 000 000 dollárral segíti az Amerikai Kerékpárosok Ligájának „Bicycle Friendly Community” (magyarul „Kerékpárbarát Közösség”) programját, és további 600 000 dollárral elkötelezte magát a Nemzetközi Hegyikerékpározás Egyesület Trail Solutions Services (magyarul „Pályaszerviz”) programja mellett.
2008 áprilisában a cég úgy érezte, hogy közte és Greg LeMond között megnőtt a feszültség, mert állításuk szerint LeMond szerződésszegéseket követett el. A vállalat bírósághoz fordult. Március 20-án, 19 nappal a bíróság előtt, viszont LeMond állította azt a Trekről, hogy szerződést szegtek. A per jelenleg függőben van a Minnesota-i kerületi bíróságon.

## Magyarországi képviselet
Magyarországon a Genomed Kereskedelmi Kft. a hivatalos magyar Trek leányvállalat, melynek Budapesten jelenleg 10, vidéken pedig 28 hivatalos Trek-forgalmazó boltja van. Hazánkban szinte az összes Trek kerékpár és a hozzá tartozó márkák alkatrészei, kiegészítői és ruhái forgalomba vannak, természetesen az aktuális év újdonságaival együtt.
A hivatalos Trek-boltokban minden kerékpárvásárlónak két használati útmutatót adnak biciklijéhez: egy részletes angol nyelvűt CD-vel és egy kevésbé részletes magyar útmutatót, melyben csak a lényeges információk szerepelnek (üzembe helyezés, tárolás, ápolás és jótállási feltételek). A Trek örök garanciát vállal a vázaira, melyet úgy kap meg a vásárló, ha a magyar útmutató utolsó lapján lévő szelvényt kitölti és elküldi postán a magyar leányvállalatnak. Körülbelül három hét múlva a cég visszaküld egy üdvözlő levelet, egy névre és vázszámra szóló garanciakártyával, mellyel a vásárló kerékpárjának eredetiségét tudja igazolni vázhibásodás esetén.
2009. szeptember 27-én megrendezésre került az I. Trek-találkozó Budapesten, a Hősök terén, délután 16 órai kezdettel. A találkozó során egy közös kerékpározásra ment el a 23 fős társaság. Az esemény sikerére való tekintettel a szervezők úgy döntöttek, hogy minden hónap utolsó vasárnapján, úgynevezett Mini Trek-találkozókat szerveznek szintén a Hősök terén 15 órai kezdettel. Ezeken az összejöveteleken Budapesten belül és annak környékén kisebb-nagyobb túrákra megy el az összegyűlt csapat.

## Termékek

### 2008-as modellek
Országúti
- Madone sorozat 6: 6.5, 6.5 Pro, 6.5 WSD, 6.9, 6.9 Pro
- Madone sorozat 5: 5.1, 5.1 WSD, 5.2, 5.2 Pro, 5.5, 5.5 Pro
- Madone sorozat 4: 4.5, 4.5 WSD, 4.7, 4.7 WSD
- 2-es sorozat: 2.1, 2.1 WSD, 2.3, 2.3 WSD
- 1-es sorozat: 1.2, 1.2 WSD, 1.5
- 520
- Pilot Series: 2.1, 2.1 WSD, 5.0
- Portland
- T1, XO 1, XO 2

Triatlon
- Equinox TTX sorozat: 9.0, 9.5, 9.9, 9.9 SSL

Merevvázas
- Elite sorozat: 9.7, 9.8, 9.9 SSL
- 820-as sorozat: 820, 820 WSD
- 8000-es sorozat: 8000, 8500
- 69er 3x9, 69er Single Speed
- 6000-es sorozat: 6000, 6500, 6500 WSD, 6700, 6700 WSD
- 4000-es sorozat: 4300, 4300 Disc, 4300 WSD, 4500, 4500 WSD
- 3000-es sorozat: 3700, 3700 WSD, 3900, 3900 WSD

Fully
- Session sorozat: 10, 88 DH, 88 FR
- Jack sorozat: 1, 2
- Remedy sorozat: 7, 8, 9
- Fuel EX sorozat: 5.5, 5.5 WSD, 6.5, 7, 8, 8 WSD, 9.0, 9.5
- Top Fuel sorozat: 69er, 7, 8, 9.8, 9.8 WSD, 9.9 SSL

Hibrid
- Soho sorozat
- SU 1.0, SU 2.0: 1.0, 3.0, 4.0, S
- FX Series: 7.2, 7.2 WSD, 7.3, 7.3 WSD, 7.5, 7.5 WSD, 7.6 , 7.6 WSD, 7.7 , 7.9
- 7000-es sorozat: 7000, 7000 WSD, 7100, 7100 WSD, 7200, 7200 WSD, 7300, 7300 WSD, 7500, 7700

Komfort
- Lime, Lime Easy Step, Lime Lite, Navigator 2.0, Navigator 2.0 WSD, Navigator 3.0, Navigator 3.0 WSD, Pure, Pure Deluxe, Pure Deluxe, Lowstep, Pure Lowstep, Pure Sport, Pure Sport Lowstep

Cruiser
- Calypso, Cruiseliner, Cruiser Classic, Cruiser Classic Steel, Drift 1, Drift 3, Wasabi 1, Wasabi 3

Gyerek
- Drift 20
- Float
- Jet sorozat: 12, 16, 20
- KDR sorozat: 1000, 7.2 FX
- Mod
- MT sorozat: 16, 20, 220, 240, 60
- Mystic sorozat: 12, 16, 20
- Trikester
- Wasabi sorozat: 20, 24

### 2010-es modellek
Országúti
- Madone sorozat 6
- Madone sorozat 5
- Madone sorozat 4: 4.9, 4.7, 4.7 WSD, 4.5
- 2-es sorozat: 2.5, 2.5 WSD, 2.3, 2.1
- 1-es sorozat: 1.5, 1.5 WSD, 1.2, 1.2 WSD
- XO sorozat: XO 2, XO 1
- FX sorozat: FX+, FX+ WSD, 7.9 FX, 7.7 FX, 7.6 FX, 7.6 FX WSD, 7.5 FX, 7.5 FX WSD, 7.3 FX, 7.3 FX WSD, 7.2 FX, 7.2 FX WSD, 7.1 FX

Triatlon
- Equinox TTX

Merevvázas
- 9-es sorozat: Elite 9.9 SSL, Elite 9.8, Elite 9.7
- 8-as sorozat: 8500, 8000, 8000 WSD
- 6-os sorozat: 6700 Disc, 6700, 6700 WSD, 6500, 6300, 6300 WSD, 6000
- 4-es sorozat: 4900, 4500, 4300 Disc, 300
- 3-as sorozat: 3900, 3700, 3500
- Skye sorozat: Skye SL, Skye S, Skye
- Ticket sorozat: Ticket 30, Ticket 20, Ticket 10, Ticket 10 Equipped, Ticket 5 Equipped

Fully
- Top fuel sorozat: Top Fuel 9.9 SSL, Top Fuel 9.8, Top Fuel 9.8 WSD; Top Fuel 9, Top Fuel 8, Top Fuel 8 WSD
- Fuel EX sorozat: Fuel EX 9.9, Fuel EX 9.8, Fuel EX 9, Fuel EX 8, Fuel EX 8 WSD, Fuel EX 7, Fuel EX 6, Fuel EX 5, Fuel EX 5 WSD
- Remedy sorozat: Remedy 9.9, Remedy 9.8, Remedy 8, Remedy 7
- Scratch sorozat: Scratch 9, Scratch 7, Scratch Air 8, Scratch Air 6
- Session sorozat: Session 88, Session 8

Városi
- Valencia sorozat: Valencia+, Valencia, Valencia WSD
- District sorozat: District, 2nd District, 3rd District
- Soho sorozat: Soho S, Soho